# Burmannia coelestis
Burmannia coelestis ist eine Pflanzenart aus der Familie der Burmanniaceae. Sie ist vom südlichen Kontinentalasien bis Australien verbreitet.

## Beschreibung
Burmannia coelestis ist eine einjährige, blattgrüne, unverzweigt bis selten verzweigt wachsende krautige Pflanze, die eine Wuchshöhe von 10 bis 40 Zentimeter erreicht. Sie ist semi-mykotroph. Ein Rhizom ist nicht vorhanden, die Wurzeln sind faserförmig und kurz.
Die Blätter sind am Ansatz linealisch bis lanzettlich, spitz, dreinervig, 4,5 bis 18 Millimeter lang und 3 Millimeter breit. Sie stehen als bodenständige Rosette, die flach anliegenden Stängelblätter sind 5 bis 31 Millimeter lang. Der Blütenstand ist ein aus zwei bis acht, selten nur ein bis zwei Blüten bestehender endständiger Doppelwickel. Die kurzgestielten oder annähernd ungestielten Blüten sind 10,6 bis 14,8 Millimeter lang und blau bis blau-purpurn mit gelben Lappen. Die Blütenröhre ist zylindrisch bis dreiwinklig und 4,5 bis 13 Millimeter lang, die 1,5 bis 3 Millimeter breiten Flügel sind halbiert elliptisch bis halbiert umgekehrt-eiförmig und verlaufen von unterhalb des Fruchtknotens bis zur Mitte des äußeren Blütenlappens. Die äußeren Blütenlappen sind aufrecht, spitz zulaufend, eiförmig bis eiförmig-dreieckig und 1 bis 2 Millimeter lang, die inneren häutig, lanzettlich und 0,5 bis 1 Millimeter lang. Die Staubfäden sind ungestielt und setzen im Blütenhüllschlund an, das Konnektiv weist zwei kurze, seitliche Arme auf, die die Thecae tragen. Der Griffel ist verdickt fadenförmig und mit den Narben zusammen so lang wie die Blütenröhre, an seinem Ende stehen die drei annähernd ungestielten, trompetenförmigen Narben.
Die Fruchtknoten sind elliptisch bis umgekehrt-eiförmig und 3 bis 7 Millimeter lang. Die umgekehrt-eiförmige Kapsel öffnet sich entlang von Querschlitzen. Die Samen sind elliptisch und gelb.

## Verbreitung und Ethnobotanik
Burmannia coelestis ist beheimatet in Malesien, dem südlichen Kontinentalasien sowie warmen Regionen Australiens und findet sich in offener sumpfiger Vegetation in Höhenlagen zwischen 0 und 800 Metern.
Für die Art wurde von den Santal in Westbengalen ein Gebrauch als Heilkraut berichtet.

## Systematik
Die Art wurde 1825 von David Don erstbeschrieben.